# Б'янка Цензорі
Б'янка Ценсорі (англ. Bianca Censori; нар. 5 січня 1995, Мельбурн, Австралія) — австралійська архітекторка і модель. 

## Біографія
Народилася в Мельбурні, одна з трьох дочок, в сім'ї Александра та Елії «Лео» Ценсорі. Її дідусь і бабуся по батьківській лінії, уродженці Джуліанова, Італія, емігрували до Австралії зі своїми п'ятьма дітьми Едмондо, Елісео, Елією, Еленою й Еріс 1960 року.
Навчалася в Мельбурнській баптистській гімназії Кері й здобула ступінь бакалавра та магістра архітектури в Університеті Мельбурна. Була студенткою-архітекторкою у DP Toscano Architects у Коллінгвуді, штат Вікторія. Після закінчення середньої школи створила бренд Nylons Jewelry. Очолювала відділ архітектури в Yeezy, компанії Каньє Веста з виробництва одягу.

## Особисте життя
7 грудня 2022 року Каньє Вест випустив пісню «Censori Overload» в Instagram Stories, натхненну Ценсорі. Вони офіційно одружилися у грудні 2022 року.
У вересні 2023 року повідомлялося, що поліція Венеції розслідує «дії Веста та Цензорі, що суперечать суспільній пристойності» після публікації їх інтимних фотографій у водному таксі.
5 січня 2024 року Каньє Вест розмістив в Instagram кілька раніше не опублікованих фотографій Цензорі. Того ж дня опублікував ще одне фото з підписом: «Я сумую за тобою, коли прокидаюся раніше за тебе». Згодом, 17 січня, Вест зареєстрував цю фразу як торгову марку, і, за чутками, фанати вважали її назвою його майбутнього сольного альбому.
У січні 2024 року Вест заявив в Instagram, що 2024 року Ценсорі буде «без штанів». У лютому 2024 року її сфотографували на публіці лише у прозорому плащі. На початку квітня 2024 року у подібному вигляді з'явилася в ресторані Лос-Анджелеса з чоловіком. Під час розробки застосунку YZY компанією Yeezy Цензорі нібито надіслала співробітнику посилання на сховище з відвертим сексуальним вмістом. Ці матеріали були доступні для неповнолітніх, які працювали над програмою, маючи доступ до неприйнятного контенту під час розробки проєкту. Майло Яннопулос заявив в інтерв'ю TMZ від імені Цензорі, що «звинувачення проти неї є образливими, огидними, бридкими й абсолютно неправдивими».
З'явилася на обкладинці альбому «Vultures 1» (2024), дебютного альбому дуету «¥$», що складається з Каньє Веста та співака Ty Dolla Sign.
У жовтні 2024 року повідомлялося про розлучення з Вестом.
3 лютого 2025 року на церемонії Греммі Ценсорі прийшла оголеною разом з Каньє Вестом.